# Keenania capitata
Keenania capitata är en måreväxtart som först beskrevs av Henry Nicholas Ridley, och fick sitt nu gällande namn av William Grant Craib. Keenania capitata ingår i släktet Keenania och familjen måreväxter. Inga underarter finns listade i Catalogue of Life.